# 仁井田 (福島市)
仁井田（にいだ）は、福島県福島市の大字である。郵便番号は960-8166。

## 地理
福島市街地南西に隣接する吉井田地域に属し、地区西側に位置する。北で上野寺、笹木野、下野寺と、北東で野田町六丁目と、東で八木田と、南で吉倉、佐倉下と、西で桜本とそれぞれ隣接する。概ね町村制施行以前の仁井田村の流れを汲む地域である。荒川右岸および合流する須川に挟まれた左岸側に広がる平地であり、主に福島県道126号福島微温湯線沿いに集落が並ぶほかは、水田や果樹園が広がり、吉井田地区の他地域と比べると福島市街地より離れている分、都市化は進んでいない。上町に所在する福島警察署及び郷野目に所在する福島南消防署杉妻出張所がそれぞれ管轄にあたる。

### 河川
- 荒川
  - 須川

### 主な字
- 石塚
- 上台
- 海老向
- 江戸井
- 海道端
- 叶田
- 上石塚
- 上仁井田
- 上谷地
- 獺渕
- 北高野
- 北島
- 北中
- 北原
- 北股
- 北屋敷
- 狐林
- 古荒川
- 糀屋
- 高野
- 五郎内
- 地蔵前
- 下鎌
- 下川原
- 下原
- 十王川原
- 堰下
- 竹ノ花
- 田中
- 伝沢新田
- 道場
- 土手下
- 中川原
- 中畑
- 中門
- 西川原
- 西北川原
- 西下川原
- 西林
- 葉貫田
- 雲雀古屋
- 古川
- 梵天
- 前川原
- 前林川原
- 前的場
- 町仁井田
- 三日堀向
- 谷地
- 谷地北
- 谷地下
- 谷地南
- 八ツ割川原
- 梁場
- 鎧塚
- 龍神前

## 歴史
- 1889年（明治22年）4月1日 - 町村制の施行により信夫郡吉井田村が発足。旧仁井田村域は吉井田村の大字となる。
- 1955年（昭和30年） 3月31日 - 吉井田村が福島市へ編入され、福島市の大字となる。

## 世帯数と人口
2022年（令和4年）3月31日現在の世帯数と人口は以下の通りである。
| 大字   | 世帯数  | 人口   |
| ------ | ------- | ------ |
| 仁井田 | 702世帯 | 1628人 |

## 小・中学校の学区
市立小・中学校に通う場合、学区は以下の通りとなる。
| 番地 | 小学校               | 中学校             |
| ---- | -------------------- | ------------------ |
| 全域 | 福島市立吉井田小学校 | 福島市立岳陽中学校 |

## 交通

### 鉄道
域内に鉄道施設は存在しない。

### 道路
- 東北自動車道
  - 福島荒川橋（荒川）
- 国道13号福島西道路
  - 西大橋（荒川）
- 福島県道126号福島微温湯線
  - 仁井田橋（荒川）
- 福島市道23号仁井田笹谷線（須川渡河部未計画）
- 福島市道25号南沢又大森線（荒川渡河部未計画）
- 福島市道70685号三日堀向下台線（農免農道）
  - 表北橋（須川）

### バス
福島交通路線バス
- （福島駅方面） - 国体記念体育館入口 - 中川原 - 高谷 - 仁井田 - 老人福祉センター - 北島 - （土船方面）
  - 土船

## 施設
- 福島市役所吉井田支所・福島市吉井田学習センター
- 福島市国体記念体育館（福島トヨタクラウンアリーナ）
- 福島市相撲場
- 福島市老人福祉センター
- あらかわクリーンセンター
- 荒川桜づつみ河川公園
- わかくさ幼稚園
- 曹洞宗 宝勝寺
- 仁田神社